# Estación Coronel Roseti
Coronel Roseti es una estación ferroviaria ubicada en la localidad del mismo nombre, perteneciente al Departamento General López, Provincia de Santa Fe, Argentina.

## Servicios
No presta servicios de pasajeros. Por sus vías corren trenes de carga de la empresa estatal Trenes Argentinos Cargas.

## Historia
En el año 1886 fue inaugurada la estación, por parte del Ferrocarril Buenos Aires al Pacífico.